# Hejdeby kyrka
 Hejdeby kyrka är en kyrkobyggnad i Hejdeby i Visby stift. Den är församlingskyrka i Hejdeby församling.

## Kyrkobyggnaden

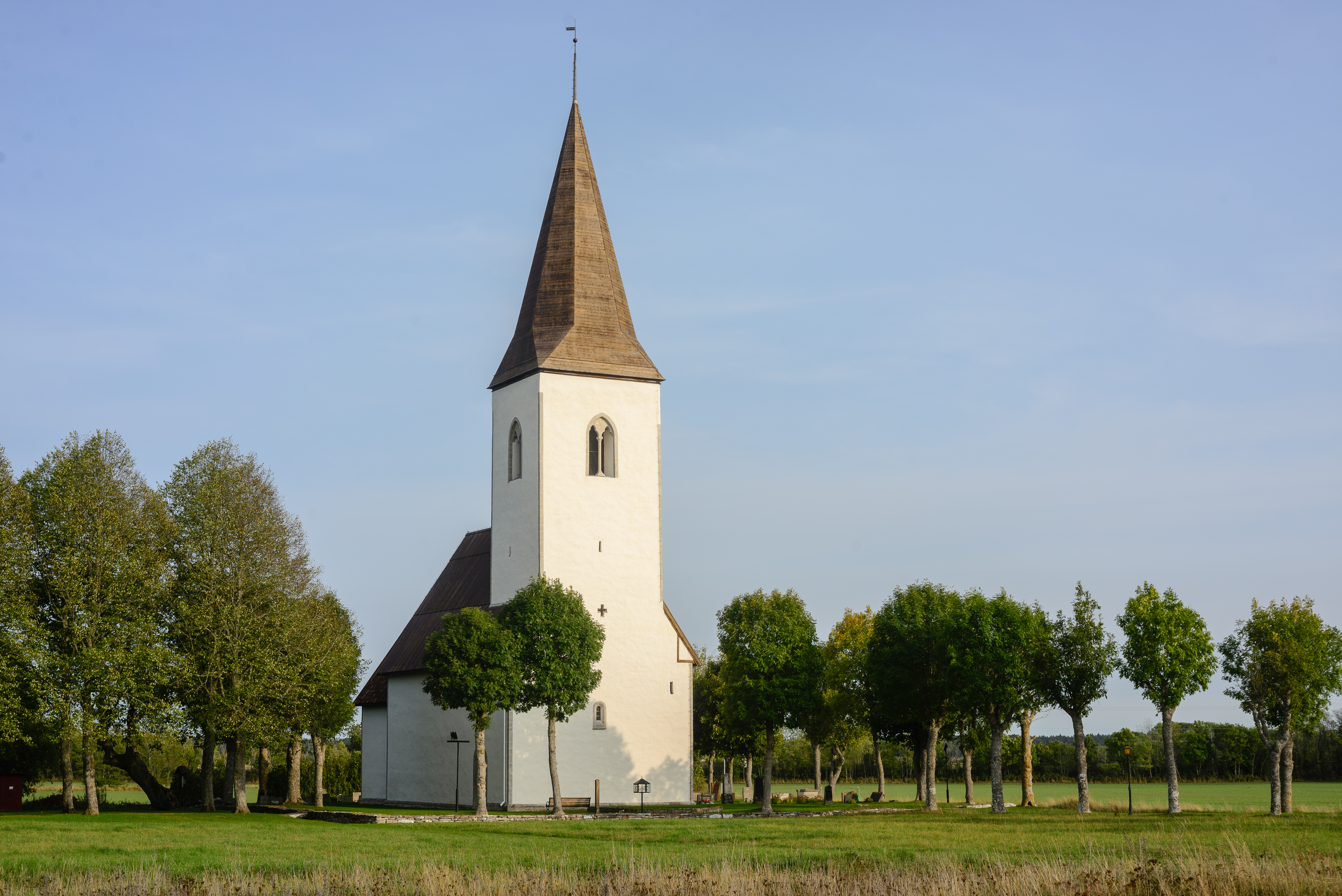
Hejdeby kyrka i september 2020.

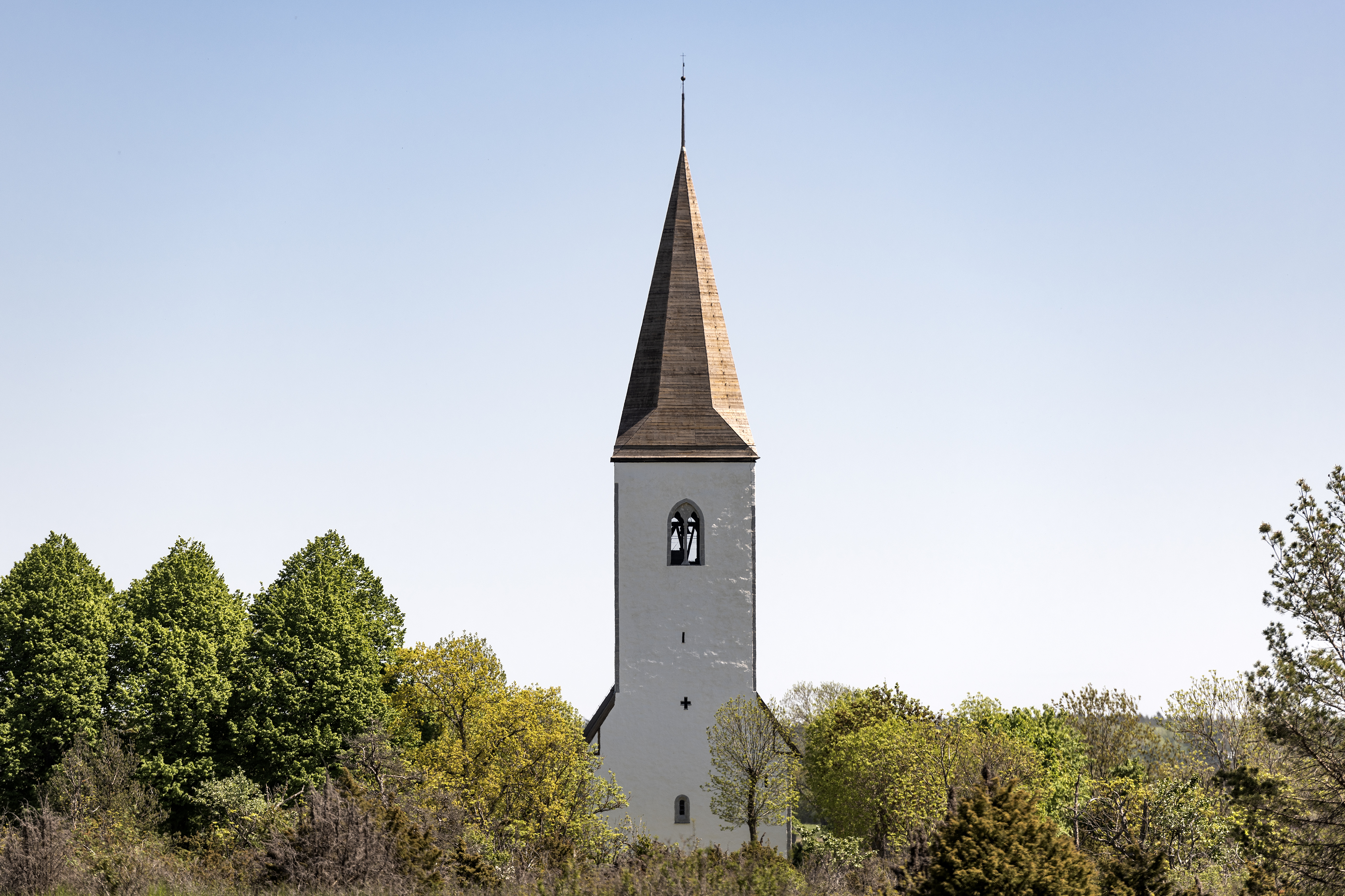
Hejdeby kyrka, 2021

Hejdeby kyrka i kalksten är en av Gotlands 92 medeltida kyrkor. Det rundformade koret byggdes i början av 1200-talet. Något senare uppfördes det romanska långhuset. I mitten av 1200-talet då gotiken började bli stilbildande uppfördes tornet. Kyrkan präglas av de båda stilarterna vilket inte är ovanligt bland de gotländska kyrkorna. Vid 1966–1971 restaurering av kyrkan efter förslag av professor Erik Lundberg och arkitekt Per-Erik Nilsson blottades bakom putsen en rikedom av bilder från 1200-talet och 1400-talet av till exempel apostlar bärande konsekrationskors, heliga gestalter som S:t Martin, S:t Nicolaus, S:t Laurentius, Katarina av Alexandria och Johannes döparen. En bild av Jungfru Marie kröning tronar över triumfbågen. Koret som tidigare gömts bakom en altartavla från 1745 frilades genom borttagande av denna prydnad. Draperimålningen bakom predikstolen avlägsnades. Kyrkan kallas även Rosornas kyrka efter bänkmålningarna.

## Inventarier
- Dopfunt i kalksten från 1250-talet av musselcuppetyp.
- Triumfkrucifix från 1200-talet.
- Predikstolen är en gåva 1766 från borgmästaren i Visby, Abraham Lange. Målad 1793. Delar av bräderna i denna är hämtade från en äldre predikstol från 1593. Timglaset på predikstolen skänktes till kyrkan 1770.
- Skulpterad altartavla med korsfästelsemotiv från 1745. Denna har tidigare haft sin plats i koret.
- Medeltida bänk av ringsvarvade stavar härrör från 1200-talet. Ytterligare en bänk från 1200-talet har använts som bröstning i orgelläktaren.
- Bänkinredning från 1734.
- En mariabild från slutet av 1100-talet härstammande från Hejdeby kyrka finns numera på Gotlands museum.
- En apostelfigur, troligen Petrus, tillverkad i Fabulators verkstad eller under dess inflytande omkring 1325, finns numera på Gotlands museum.
- En biskopsfigur, troligen Sankt Niklaus, tillverkad av Bungemästaren omkring 1310 finns numera på Gotlands museum.
- En sittande Sankt Olofsskulptur tillverkad i Gammelgarns altarskåps krets omkring 1370–1410 från Hejdeby kyrka finns numera på Gotlands museum.
- En nattvardskalk med paten i silver är tillverkad av A. M. Lundström i Visby 1819. Vidare finns en sockenbudskalk med paten i tenn.
- En 8-pipig ljuskrona i mässing skänktes till kyrkan 1792. En 32-pipig ljuskrona i mässing skänktes till kyrkan 1906. Två olika par mässingsljusstakar, båda från 1600-talet. En dyna till pallen i predikstolen, vävd 1740.

## Orgel
- Tidigare användes ett harmonium.
- En elorgel användes innan 1995.

Orgel med nygotisk fasad är byggd av Åkerman & Lund Orgelbyggeri 1900. Den flyttades till Hejdeby 1995 efter att tidigare varit placerad i Ardre kyrka.

## Galleri

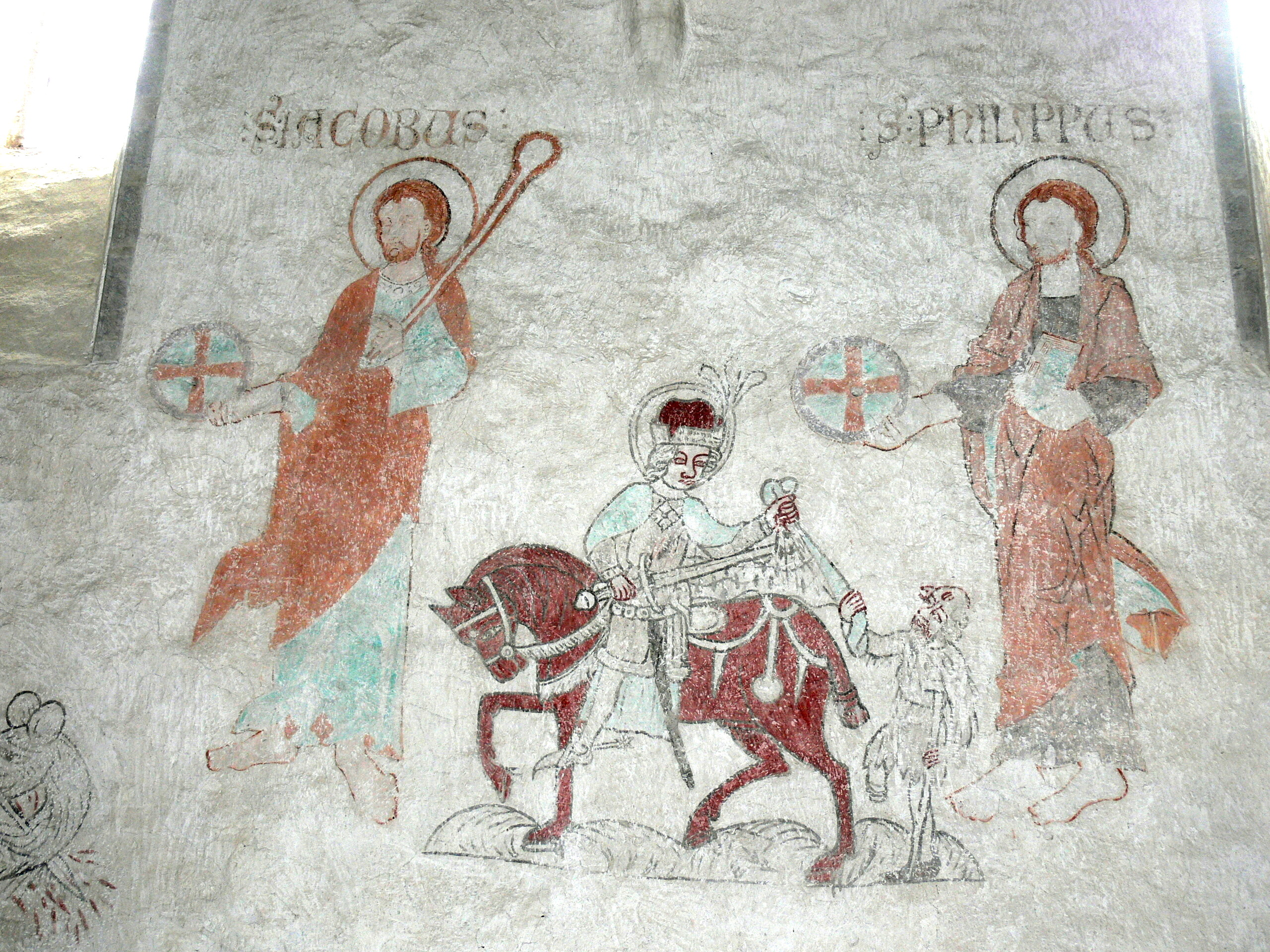
Apostlar målade under 1200-talet flankerar Passionsmästarens målning av S:t Martin från 1400-talet.
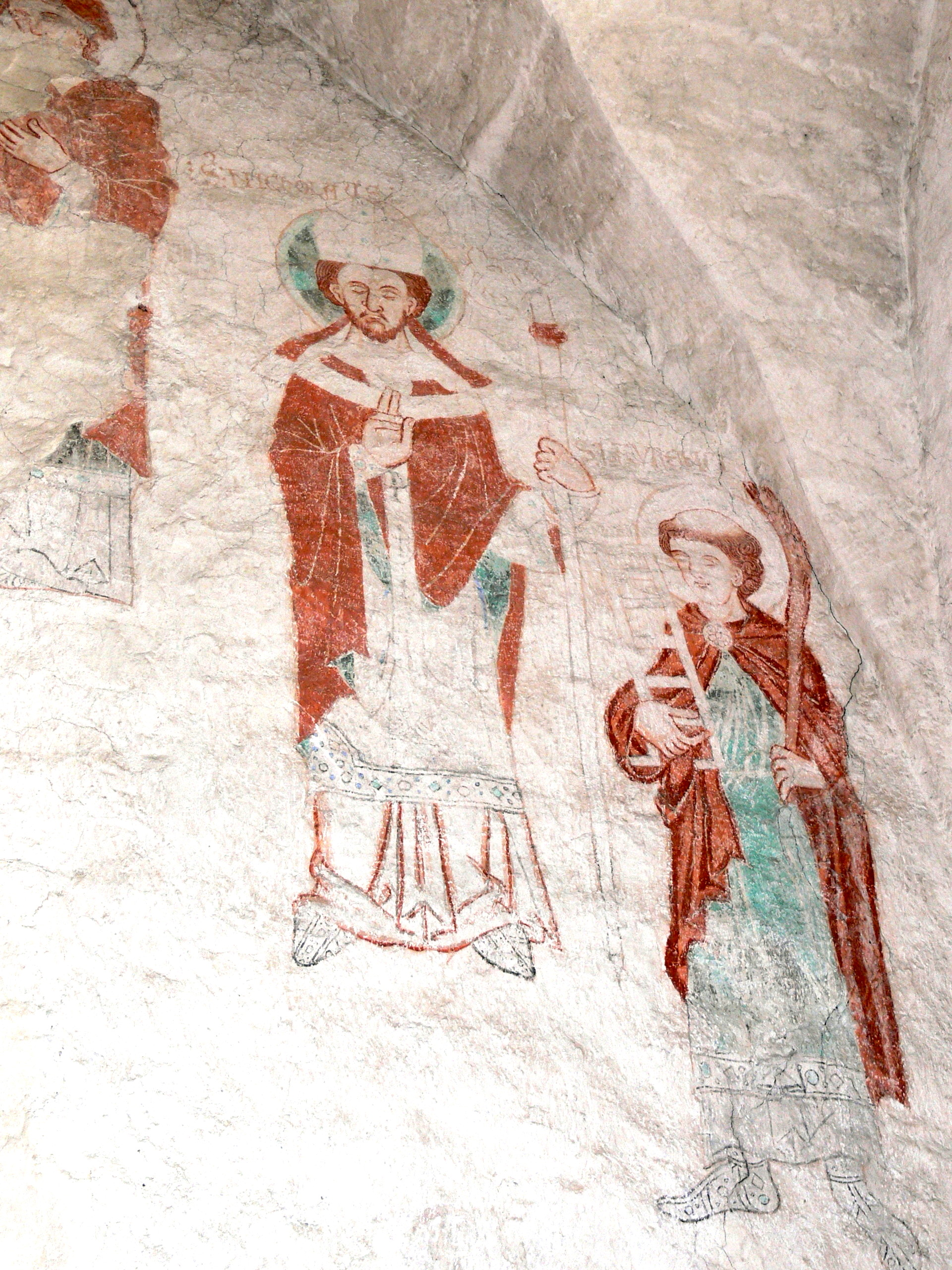
S:t Nicolaus och S:t Laurentius. Målningar från 1200-talet.
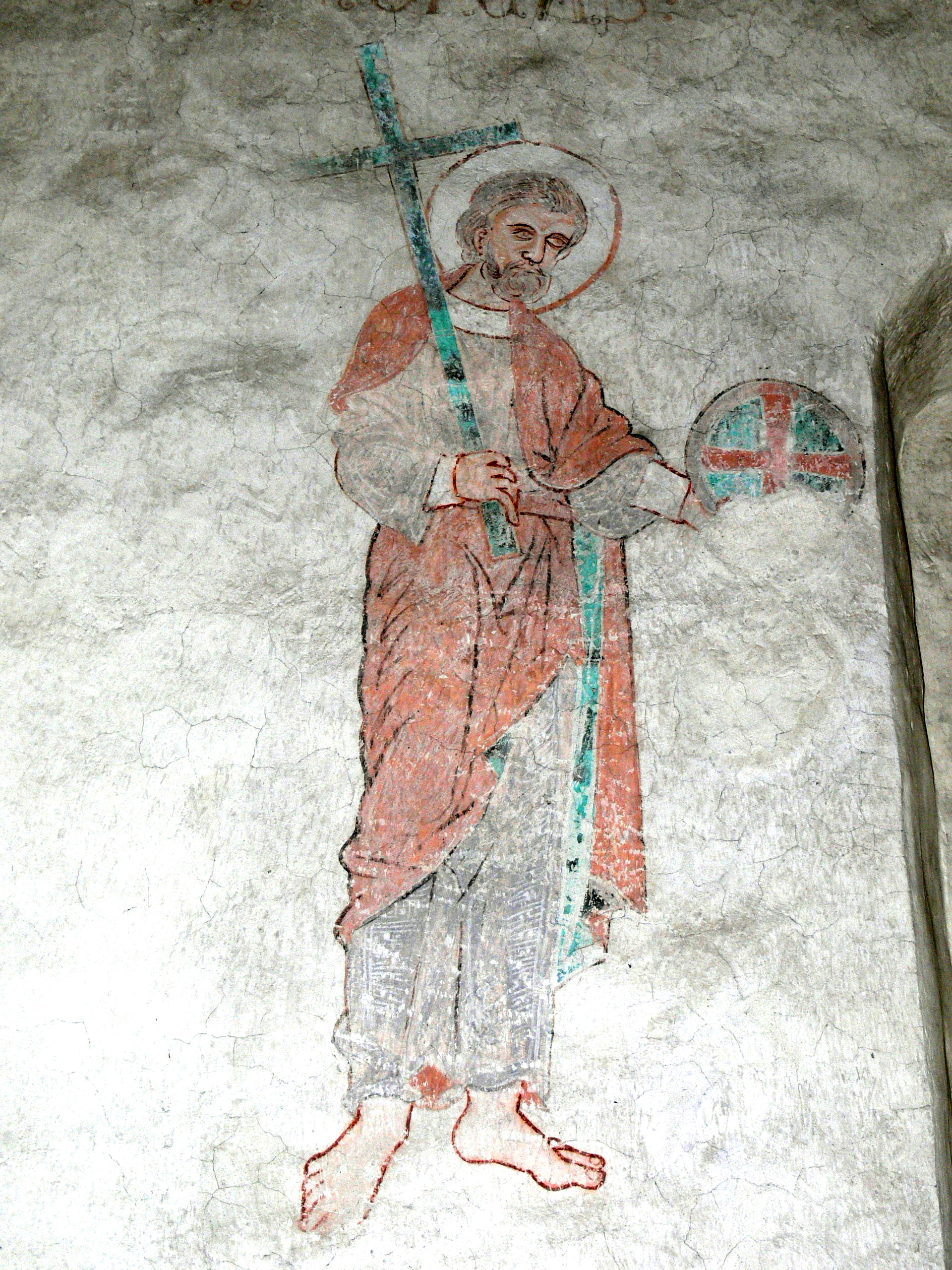
Apostel bärande konsekrationskors. 1200-tal.
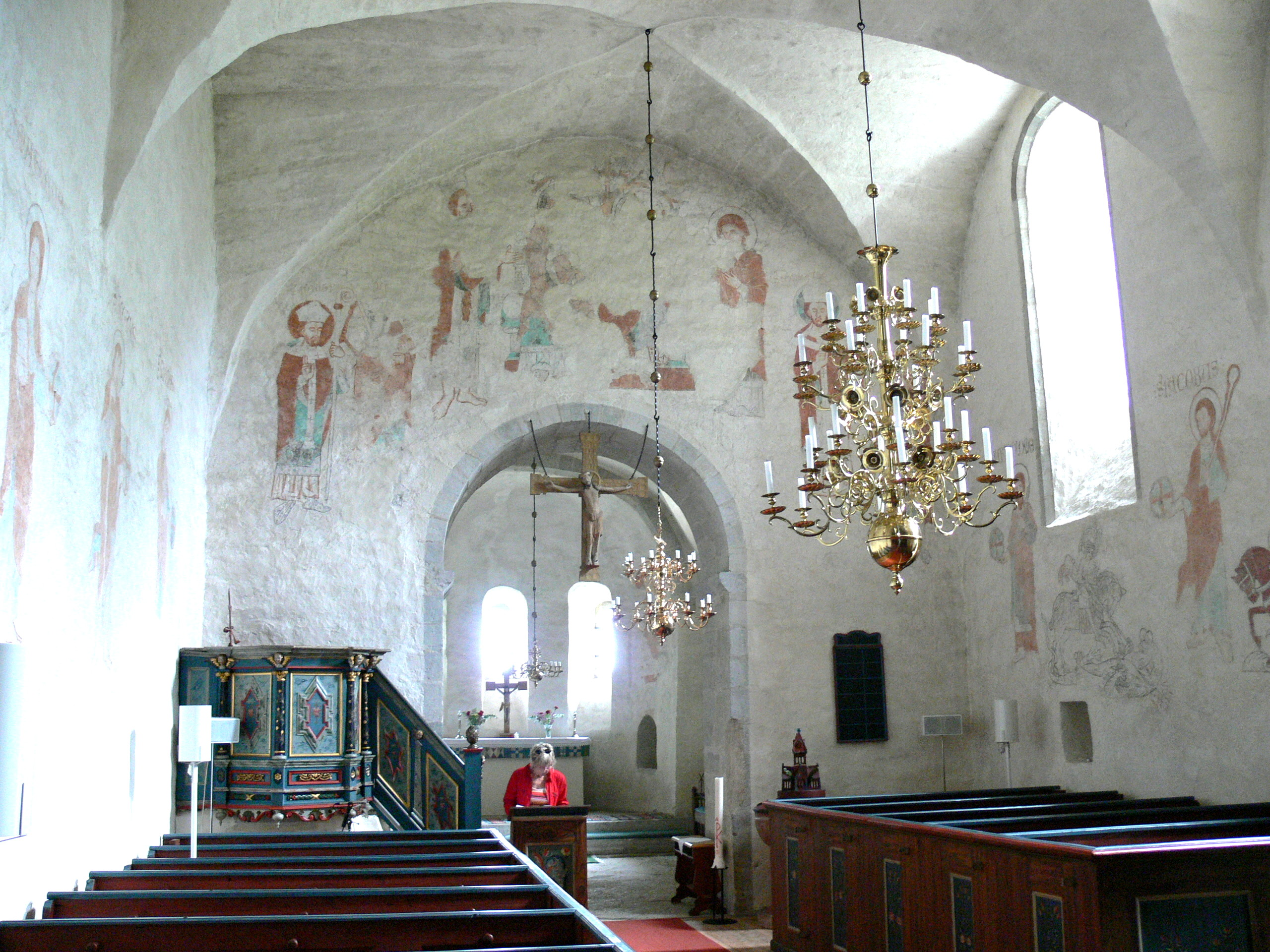
Kyrkorummet mot öster.
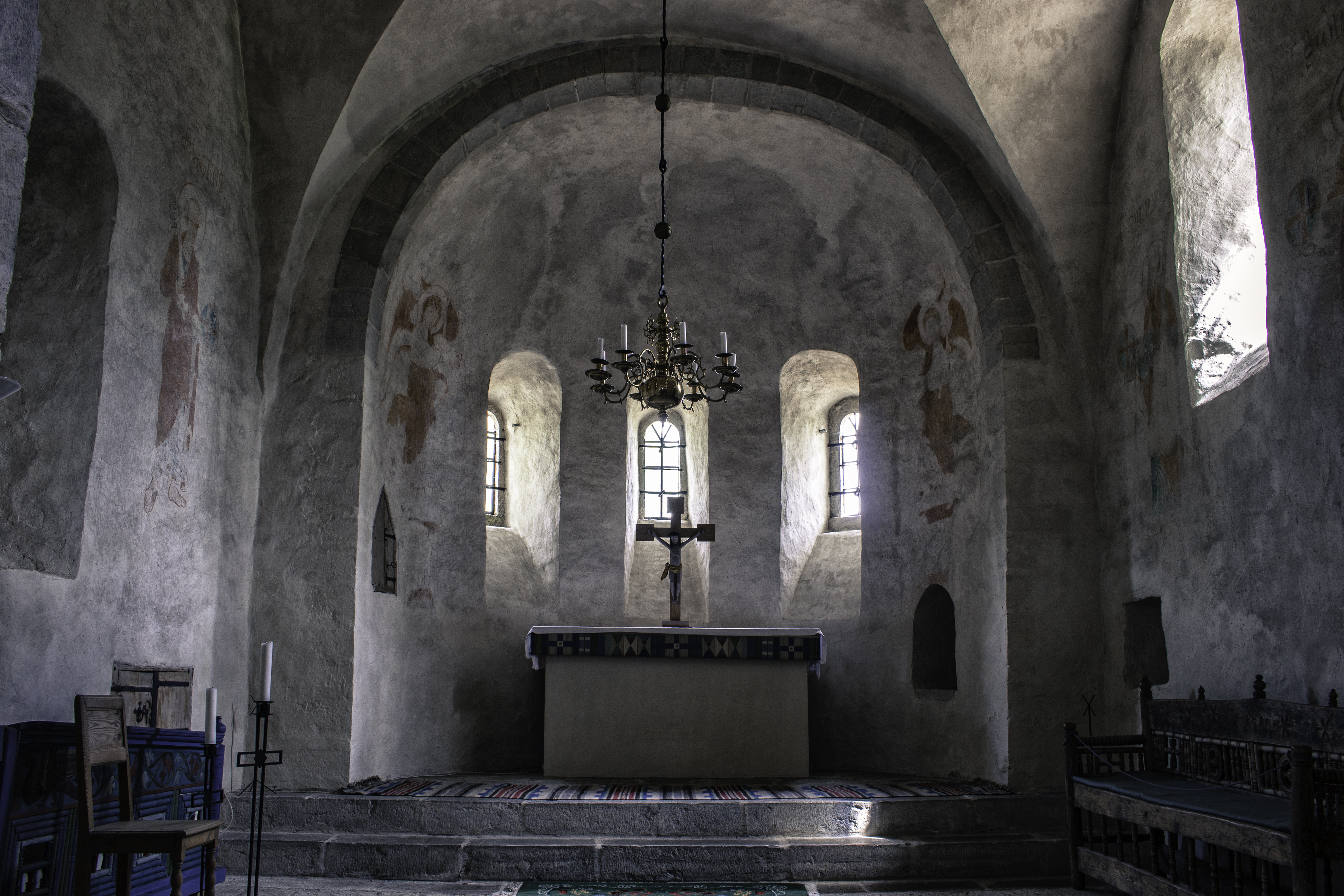
Det romanska koret. Kyrkans äldsta del.
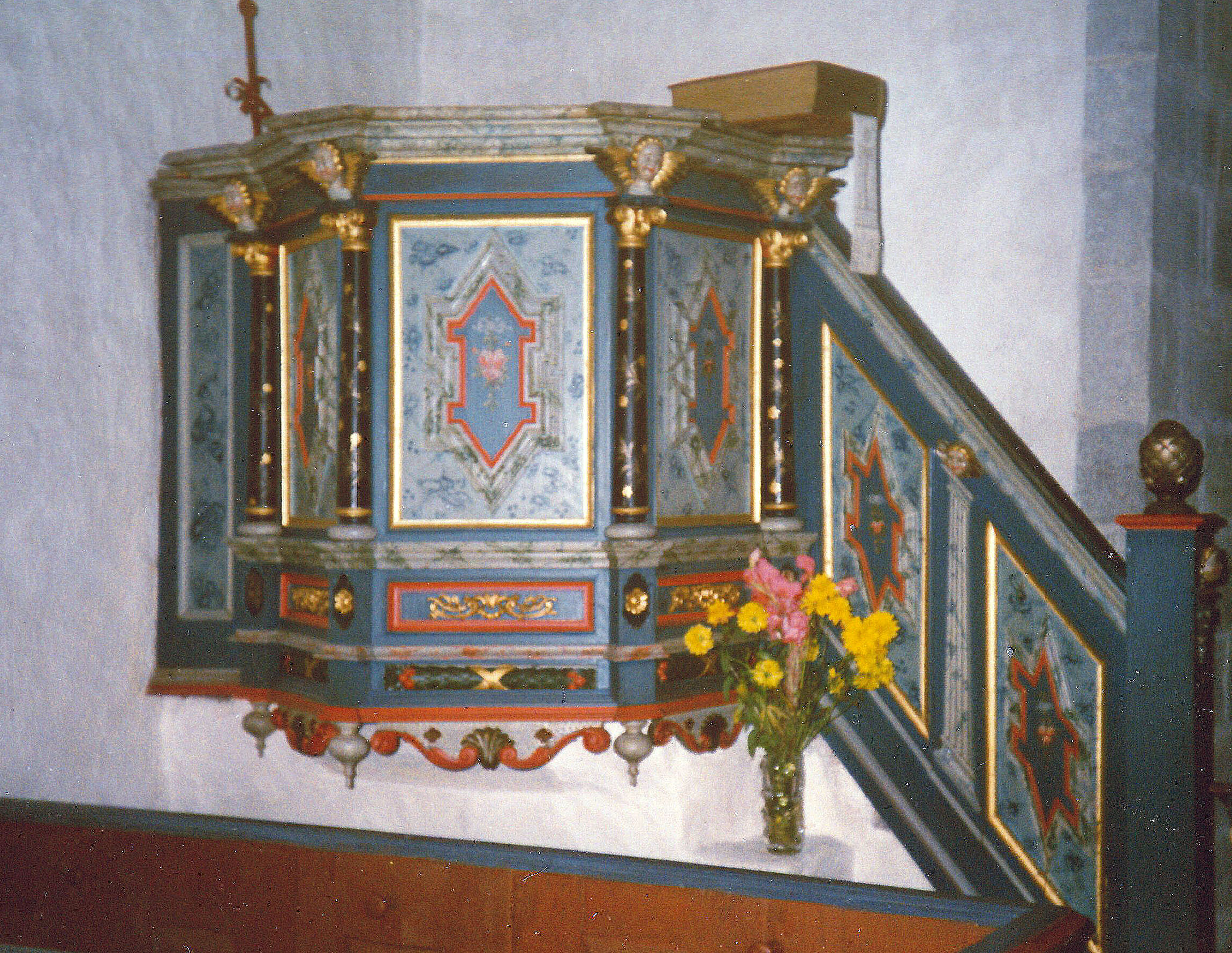
Predikstol. Gåva till kyrkan 1766.